# Andrew Borowiec
Andrew Borowiec (* 24. September 1928 in Łódź; † 14. April 2018) war ein polnisch-US-amerikanischer Journalist.

## Leben
Andrzej Borowiec wuchs in einer Familie polnischer Berufssoldaten in Łódź auf. In der Zeit der deutschen Besetzung Polens schloss sich Borowiec  dem Bataillon Zośka an und beteiligte sich am Warschauer Aufstand. Er erhielt den Dienstgrad eines Lance Corporal. Seine Einheit wurde durch die Kanalisation aus dem Zentrum Warschaus in den Stadtteil Mokotów evakuiert.
Nach der Niederschlagung des Aufstandes geriet er, der zweimal verwundet wurde, am 27. September 1944 in deutsche Kriegsgefangenschaft und wurde bis Kriegsende im Stalag XI A in Altengrabow gefangen gehalten. Er wurde als Mannschaftsdienstgrad zur Landarbeit auf einem Bauernhof  zwangsverpflichtet.
Nach Kriegsende kehrte er nach Polen zurück, ging dann aber zu  General Władysław Anders zum 2 Korpus Polski, das unter britischen Oberbefehl stand, nach Italien und nach Auflösung der polnischen Armeeeinheiten nach Großbritannien.
In Großbritannien nahm er seine unterbrochene Schulausbildung wieder auf und ging danach mit einem Stipendium in die USA, wo er seinen Vornamen anglisierte. Er schloss das Jornalismusstudium mit einem M.A. an der Columbia University Graduate School of Journalism ab. Er begann eine journalistische Tätigkeit in den USA und arbeitete dreizehn Jahre als Korrespondent für Associated Press in New York, Westeuropa, Nordafrika und Sahel und in Vietnam und wurde Leiter des AP-Büros in Genf. Für den Washington Star war er neun Jahre Korrespondent in Afrika, Europa, Mittlerer Osten und Vietnam. Für die Chicago Sun-Times arbeitete er im Mittelmeerraum. Ab 1984 schrieb er für die Washington Times.
Er verfasste mehrere Bücher über die politische Lage in der Mittelmeerregion. Zuletzt veröffentlichte er 2014 eine autobiografisch gehaltene Schrift über den Warschauer Aufstand.
Borowiec wohnte auf Zypern und in Frankreich.
Er starb am 14. April 2018 im Alter von 89 Jahren.

## Schriften (Auswahl)
- Warsaw boy : a memoir of a wartime childhood. London : Viking, 2014.
- Taming the Sahara : Tunisia shows a way while others falter.  Westport, Conn. : Praeger, 2003.
- Destroy Warsaw! : Hitler's punishment, Stalin's revenge.  Westport, Conn. : Praeger, 2001.
- Cyprus : a troubled island. Westport, Conn. : Praeger, 2000.
- Modern Tunisia : a democratic apprenticeship. Westport, Conn. : Praeger, 1998.
- The Mediterranean feud. New York, N.Y. : Praeger Publishers, 1983.
- Yugoslavia after Tito. New York : Praeger, 1977.